# Сорокуш андійський
Сороку́ш андійський (Thamnophilus tenuepunctatus) — вид горобцеподібних птахів родини сорокушових (Thamnophilidae). Мешкає в Колумбії, Еквадорі і Перу. Деякі дослідники вважають його підвидом рудоспинного сорокуша (Thamnophilus palliatus).

## Опис
Довжина птаха становить 15-16 см, вага 22–23 г. Самець повністю чорний, поцяткований білими плямами, на тімені чорний чуб. У самиці чорне, поцятковане білими плямками забарвлення, за винятком рудувато-коричневого лоба, тімені і крил. Забарвлення самиці андійського сорокуша відрізняється від забарвлення самиці смугасточеревого сорокуша (Thamnophilus multistriatus) вужчими смужками на животі, які не мають рудувато-коричневого відтінку.

## Підвиди
Виділяють три підвиди:
- T. t. tenuepunctatus Lafresnaye, 1853 — північно-центральна Колумбія (східні схили Східного хребта, департаменти Норте-де-Сантандер, Кундінамарка, Мета;
- T. t. tenuifasciatus Lawrence, 1867 — південно-центральна Колумбія (департаменит Путумайо), східний Еквадор (від Сукумбіосу на півночі до Самора-Чинчипе на півдні);
- T. t. berlepschi Taczanowski, 1884 — південно-східний Еквадор (південь Самора-Чинчипе), північний схід Перу (регіони Амазонас, Кахамарка, Сан-Мартін).

## Поширення і екологія
Андійські сорокуші живуть в підліску гірських тропічних лісах Анд, на узліссях і галявинах, в садах і парках на висоті від 300 до 2500 м над рівнем моря.

## Збереження
МСОП вважає цей вид вразливим. Йому загрожує знищення природного середовища.